# Hano
Hano (pol. Hanno) – singiel bośniackiego piosenkarza Nino Pršeša napisany przez niego samego, wydany w 2001 roku oraz promujący jego drugą i trzecią płytę studyjną zatytułowaną (kolejno) Sad mi krivo z 2001 i Jedan kroz jedan z 2003 roku.
W 2001 roku utwór reprezentował Bośnię i Hercegowinę w 46. Konkursie Piosenki Eurowizji dzięki wygraniu w marcu finału krajowych eliminacji eurowizyjnych dzięki uzyskaniu największego wsparcia jurorów. 12 maja Pršeš zaprezentował numer jako trzeci w kolejności w finale widowiska i zajął z nim ostatecznie 14. miejsce z 29 punktami na koncie.

## Lista utworów
CD single
1. „Hano”
2. „Hano” (Instrumental)